# Arnaldo Malheiros Filho
Arnaldo Malheiros Filho (5 de julho de 1950 – São Paulo, 24 de maio de 2016) foi advogado criminalista brasileiro especializado em direito penal.

## Biografia
Formou-se em direito pela Universidade de São Paulo (USP) em 1972. Iniciou sua pós-graduação em 1973 sob orientação de Manoel Pedro Pimentel.
Foi professor de Direito Penal Econômico na Fundação Getúlio Vargas (FGV) de São Paulo e membro fundador do Instituto de Defesa do Direito de Defesa.
Malheiros foi conselheiro e diretor da Associação dos Advogados de São Paulo de 1979 a 1983 e de 1993 a 1994, foi conselheiro Federal da OAB. Estava presidente do Conselho Deliberativo do Instituto de Defesa do Direito de Defesa (IDDD). Também atuou como orientador acadêmico e professor de Direito Penal Econômico no curso de especialização da Escola de Direito de São Paulo da Fundação Getúlio Vargas.
Foi sócio majoritário em sua banca Malheiros Filho, Meggiolaro e Prado Advogados e Presidente do Conselho Deliberativo do Instituto de Defesa do Direito de Defesa - IDDD. Filho de Arnaldo Malheiros.
Arnaldo Malheiros Filho, tinha forte ligação com o livro, até porque foi conferente de revisão, revisor, copidesque e produtor da Editora Revista dos Tribunais. A relação com os livros começou na biblioteca de seu avô paterno Aristides Malheiros.
Em uma entrevista com colegas ao Consultor Jurídico, em homenagem "post mortem" ao criminalista Márcio Thomaz Bastos, relembram a carreira e a convivência com o mesmo.
Morreu de complicações de um transplante de fígado no dia 24 de maio de 2016.
Arnaldo Malheiros Filho era considerado um gênio único nessa tarefa da advocacia criminal, um criminalista ímpar pelos profissionais da área e por suas sustentações orais, em especial, aquelas que vi fazer no Supremo Tribunal Federal.

### Clientes famosos
- Delúbio Soares, ex-tesoureiro do PT
- Edemar Cid Ferreira[9] ex-presidente do Banco Santos
- Eliana Tranchesi da Daslu[10]
- Fernando Collor
- Fernando Henrique Cardoso
- Franco Montoro
- Orestes Quércia
- Paulo Maluf[11]
- Jose Carlos Bumlai[12]